# Bezirk Schlanders
Der Bezirk Schlanders war ein Politischer Bezirk in der Gefürsteten Grafschaft Tirol. Der Bezirk umfasste Gebiete im westlichen Südtirol. Sitz der Bezirkshauptmannschaft war die Gemeinde Schlanders. Das Gebiet wurde nach dem Ersten Weltkrieg Italien zugeschlagen.

## Geschichte
Die modernen, politischen Bezirke der Habsburgermonarchie wurden 1868 im Zuge der Trennung der politischen von der judikativen Verwaltung geschaffen. Der spätere Bezirk Schlanders gehörte zunächst zum Bezirk Meran, der 1868 aus den fünf Gerichtsbezirken Meran, Glurns, Lana, Passeier und Schlanders gebildet wurde.
Der Bezirk Schlanders entstand schließlich am 1. Oktober 1901, als die Gerichtsbezirke Schlanders und Glurns aus dem Bezirk Meran ausgeschieden und zum Bezirk Schlanders zusammengefasst wurden.
Der Bezirk Schlanders umfasste 1910 eine Fläche von 1364,89 km² und beherbergte eine Bevölkerung von 22.068 Personen. Von den Einwohnern hatte 1910 21.900 Deutsch, 44 Italienisch oder Ladinisch und 124 eine andere Sprache als Umgangssprache angegeben oder waren staatsfremd. Der Bezirk bestand Ende Oktober 1916 aus zwei Gerichtsbezirken und 39 Gemeinden.
Durch die Grenzbestimmungen des am 10. September 1919 abgeschlossenen Vertrages von Saint-Germain wurde der Bezirk Meran zur Gänze Italien zugeschlagen.

## Gemeinden
Der Bezirk Schlanders bestand Ende Oktober 1916 aus den 39 Gemeinden Allitz, Burgeis, Eyrs, Galsaun, Glurns, Göflan, Goldrain, Kastelbell, Kortsch, Laas, Laatsch, Latsch, Latschinig, Lichtenberg, Mals, Martell, Matsch, Morter, Nördersberg, Planeil, Prad, Schlanders, Schleis, Schlinig, Schluderns, Schnals, Sonnenberg, St. Martin am Vorberg, Staben, Stilfs, Tabland, Tannas, Tarsch, Tartsch, Taufers, Tomberg, Tschars, Tschengls und Vetzan.